# Gáspár Árpád (gyógypedagógus)
Gáspár Árpád (Körmöcbánya, 1915. január 6. - Pécs, 1974. november 3.) gyógypedagógus, a hallássérültek gyógypedagógiájának négy évtizeden át jeles művelője.

## Kutatási területe
A süketek beszédnevelése és jelbeszéde.

## Életpályája
Gyógypedagógiai tanári oklevelet szerzett (1937), pályáját a süketek budapesti intézetében kezdte, ezután 7 évig a süketek váci intézetében tanított, majd ismét a budapesti intézetbe helyezték gyakorlóiskolai tanári és igazgatóhelyettesi beosztásba (1947-1964). Közben jogi és bölcsészeti tanulmányokat folytatott. 1964-ben kapott meghívást a Gyógypedagógiai Főiskolára, 1974-ben főiskolai tanár.
Párhuzamosan igazságügyi szakértő és jeltolmács, valamint több szakmai egyesület és társaság tevékeny tagja. Számos tankönyv, módszertani munka, technikai eszköz és oktatófilm készítője.

## Munkái (válogatás)
- „Trioptophon” – three dimensional „Phonetic Mirror” combined with amplifier (társszerzővel, Journal of Speech and Hearing Disorders, 1964/3. sz.)
- A hallási fogyatékosok tanításának módszertana. I-II. Budapest, 1965., 1968.;
- A siketek kiejtéstanítása során alkalmazott kézjelek. Budapest, 1973.

## Díjak, elismerések
- Semmelweis-emlékérem (1968)